# Slaget vid Bornhöft (1813)
Slaget vid Bornhöft (även Slaget vid Bornhöved) (samt äldre Affären vid Bornhöft) stod den 7 december 1813 utanför den lilla orten Bornhöft i nuvarande Schleswig-Holstein, norra Tyskland, mellan svenskt kavalleri och danska trupper förstärkta med mindre styrkor polskt kavalleri och tyskt infanteri. Slaget är den senaste gången som Sverige och Danmark drabbat samman i strid.

## Bakgrund
Kronprins Karl Johan avdelade en del av nordarmén, bland annat Mörnerska husarregementet (senare Kronprinsens husarregemente), under befäl av chefen för det svenska kavalleriet, Anders Fredrik Skjöldebrand, för att förfölja den retirerande danska armén. Tanken var att det svenska kavalleriet skulle parallellförfölja danskarna så att en kår under general Wallmoden kunde skära av deras reträttväg och att danskarna genom denna utmanövrering slutligen skulle tvingas till kapitulation. 
Kronprinsen hade under hela kriget varit mycket sparsam med de svenska styrkorna och medvetet hållit dem tillbaka för att låta allierade trupper ta de stora förlusterna. Han ämnade behålla de svenska styrkorna för framtida bruk. 
Det svenska kavalleriet, som känt sig snuvade på alla större fältslag under kriget, ville inte alls veta av någon utmanövrering utan bestämde sig för att bryta mot givna order och rida rätt på den danska styrkan. Efter att under hela dagen haft sammanstötningar med det danska arriärgardet hann svenskarna fram mot kvällen upp danskarnas huvudstyrka som samlat sig utanför Bornhöft. Den 2 500 man starka danska avdelningen, bestående av infanteri, kavalleri och artilleri, skulle under normala fall inte ha betraktat den framryckande svenska kavalleristyrkan som något större hot; att i småbruten terräng så nära inpå mörkrets inbrott rida till anfall mot formerat infanteri med artilleriunderstöd vore ren dårskap, men eftersom arriärgardet alltjämt var invecklat i strid med svenska patruller ställde danskarna upp sig i slagordning och väntade.

## Slaget
Först kom det danska arriärgardet farande förföljda av några svenska skvadroner anförda av major Fritz von der Lancken. Arriärgardet bestod av polska ulaner som var ett beridet elitförband utlånat av Napoleon att skydda den danska reträtten. Ulanerna skingrades av den svenska anstormningen och förföljarna gjorde i stället ett utfall mot den danska huvudstyrkan. Danskarna bet ifrån sig med allt de hade och det svenska spaningsanfallet avbröts snart och von der Lancken retirerade. Under tiden höll den svenska huvudstyrkan under Anders Fredrik Skjöldebrand och Bror Cederström som bäst på att formera sig. 
Det svenska anfallet skedde i totalt tre vågor eller träffar. Den första vågen bestod av sju skvadroner av de Mörnerska husarerna ledda av Cederström. Cederström blev under anfallet sårad i axeln av en karteschkula. Den andra vågen bestod av skvadroner ur Skånska husarregementet och Schills husarer och den sista vågen bestod av skvadroner ur Skånska karabinjärregementet. Totalt deltog 12 skvadroner om totalt 700 man i det svenska anfallet.
Det svenska anfallet bröt den danska linjen, och danskarna drog sig tillbaka till en ny linje i höjd med byn där man förskansade sig med kanoner vid kyrkogården. Svenskarna valde då att inte pressa anfallet vidare, varför striden slutade.

### Epilog
I efterhand kan man säga att danskarna blev överraskade av svenskarnas grandiosa men irrationella attack, och slaget kom heller inte att påverka läget i stort eller kriget som sådant.
Slaget var ett av få tillfällen där kavalleri har lyckats slå infanteri grupperade i fyrkant. Anfallet vid Bornhöft ledde till att Mörnerska husarregementet löste upp och slog en fyrkant som bildats av holsteinska elitsoldater i en dansk jägarbataljon. Ett av få andra tillfällen detta skett var under Slaget vid García Hernández år 1812.

## Bilder

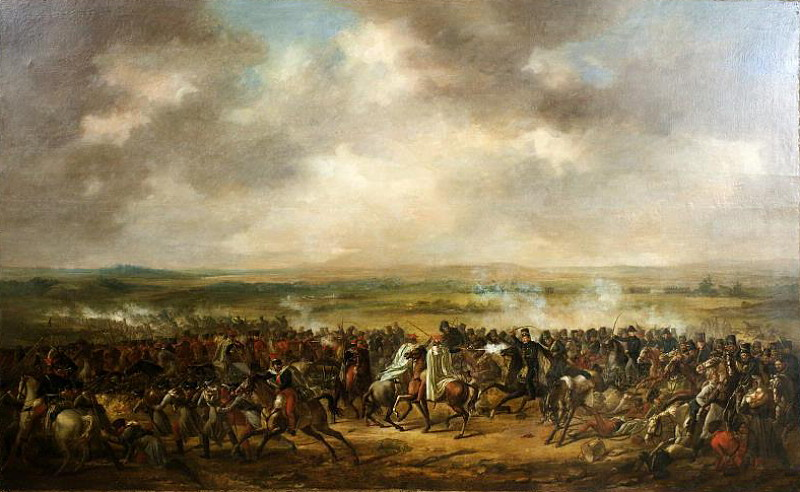
Slaget vid Bornhöft av Per Krafft den yngre.
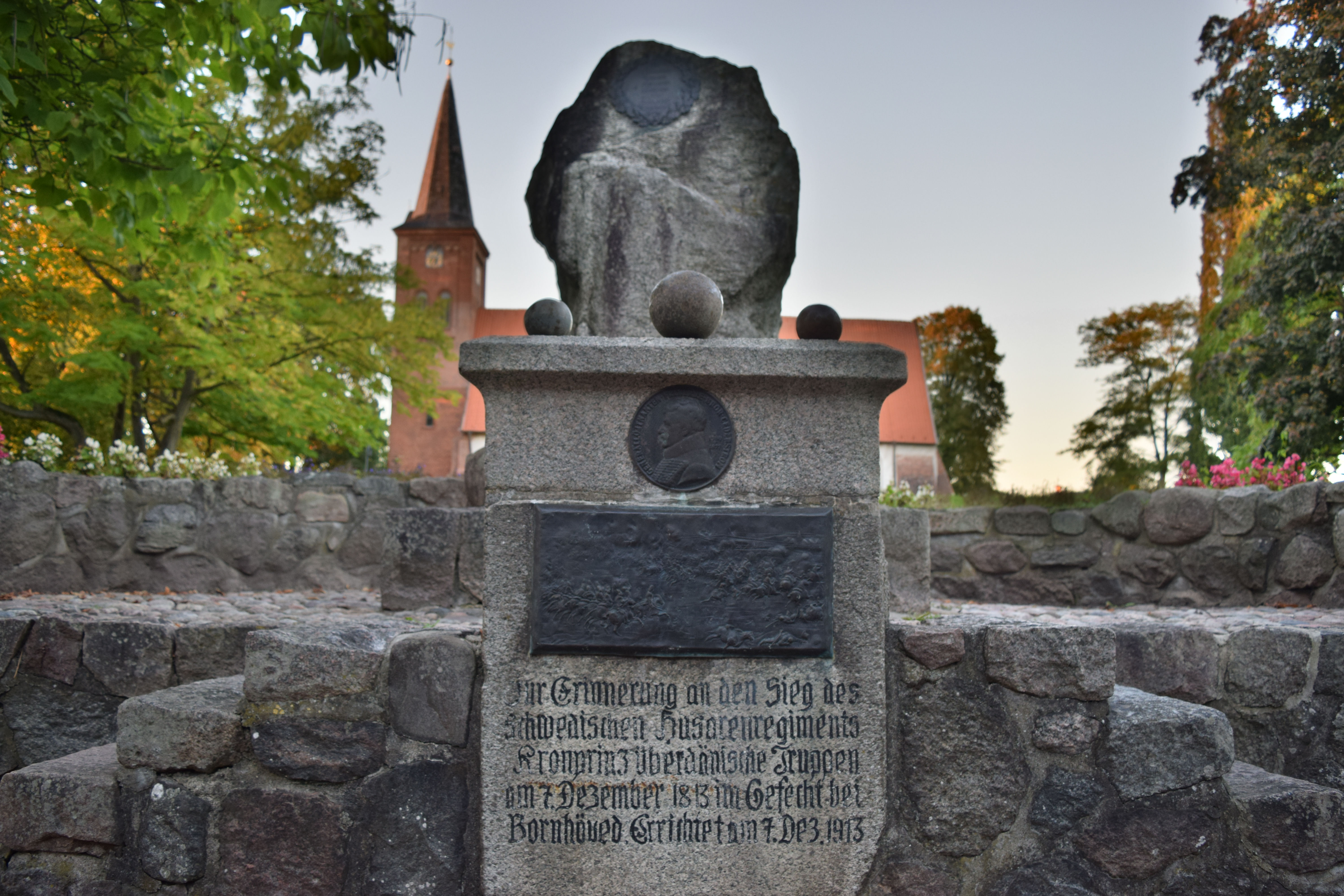
Minnessten över Bror Cederström och de Mörnerska husarerna, under slaget i Bornhöft. Vid Vicelinkyrkan St. Jacobi i Bornhöft.
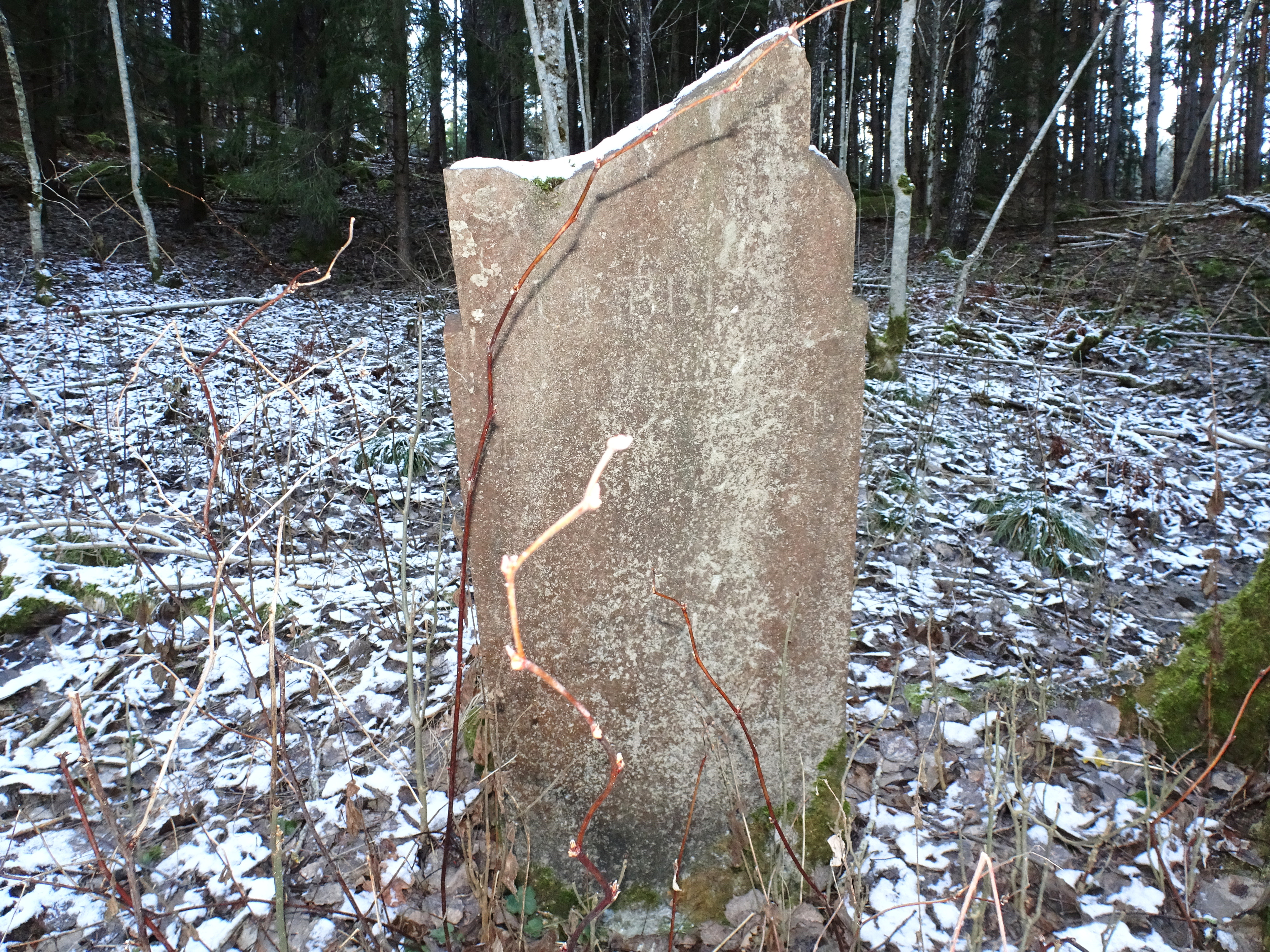
Hästen "Gubbens" gravsten som restes 1828 av dess ägare A.F. Skjöldebrand.

## Hästen Gubben
Anders Fredrik Skjöldebrand var efter 1815 ägare till Skårby gård i Salems socken. Under Slaget vid Bornhöft hade han med sig sin häst Gubben. Hästen hade han köpt i Stralsund. Efter det framgångsrika slaget tog han med sig Gubben till Skårby och begravde den 1828 vid Bornsjön, öster om gården. Där står fortfarande Gubbens gravsten (RAÄ-nummer Salem 152:1). Gubben var enligt inskriptionen på gravstenen en "ädel stridshäst" och "pröfvad d 7 december 1813".

## Mytbildning
Mytbildningen kring denna träffning utvecklades starkt och blev väldigt livaktig. Regementet, och efter dess nedläggning 1927 kamratföreningen, har varje år på dagen för slaget den 7 december vårdat minnet genom högtidligheter i form av sammankomster med korum samt förplägnad, vilket vidhålls än idag.